# 林立祥
林立祥（りん りっしょう、リン・リシアン、1993年9月7日 - ）は台湾の囲碁棋士。台中市出身、台湾棋院所属、八段。碁聖戦優勝など。

## 経歴
2007年初段。2008年二段、棋王戦リーグ入りし3-4。2009年三段、天元戦、棋王戦、国手戦、王座戦の4リーグ入り、王座戦挑戦者となるが陳詩淵に0-3で敗れる。2010年四段、海峰杯ベスト4進出。2011年感恩杯新鋭磨錬戦でAリーグ7-0で1位となり、決勝で林君諺に敗れ準優勝。2012年五段。2013年中環碁聖戦決勝で王元均を2-0で破り優勝、六段昇段。
2014年スポーツアコードワールドマインドゲームズで男女ペア戦銅メダル。2015年おかげ杯国際新鋭対抗戦4位。2016年七段、応昌期杯世界プロ囲碁選手権戦ベスト16。2016年七段。2020年勝数規定（110勝）により八段昇段。
棋王戦リーグは、2008年3勝4敗、2009年4勝3敗で3位、2010年勝3敗で4位、2011年勝3敗で3位、2012年5勝2敗の同率一位で蕭正浩との挑戦者決定戦に進むが敗れた。2011年から中国囲棋リーグに台湾チームとして乙級、丙級出場。

### タイトル歴
- 中環碁聖戦 2013年

### 他の棋歴
国際棋戦
- スポーツアコードワールドマインドゲームズ 2014年男女ペア戦銅メダル（張凱馨とペア）
- おかげ杯 2015年国際新鋭対抗戦4位
- 金竜城杯世界囲碁団体選手権 2015年 2-3
- IMSA世界マスターズ選手権戦 2019年男女ペア戦準優勝（白昕卉とペア）

国内棋戦
- 王座戦 挑戦者 2009年
- 天元戦 挑戦者 2014年
- 中環杯碁聖戦 準優勝 2014、2016年
- 棋王戦 挑戦者 2014年
- 十段戦 準優勝 2020年
- 国手戦 挑戦者 2021年
- 感恩杯新鋭磨錬戦 準優勝 2011年
- 中国囲棋リーグ
  - 2011年丙級（台湾棋院）2-5
  - 2012年丙級（台湾棋院）4-3
  - 2013年乙級（台湾棋院）2-5
  - 2015年乙級（台湾中環隊）3-4
  - 2017年丙級（台湾中環隊）3-4
  - 2019年乙級（台湾中環隊）1-6
  - 2020年乙級（台湾中環隊）3-5

## 注
1. ↑  2020.2.13 台湾棋院「林立祥七段晉升職業八段」